# 釈道安
釈 道安（しゃく どうあん）は、五胡十六国時代の僧であり、中国仏教の基礎を築いた。

## 生涯
本姓は衛氏で、常山郡扶柳県の生まれ。12歳で出家した後、仏図澄の弟子となる。師の没後、五胡が乱立して混乱の極地にあった華北で居所を転々としながらも、彼のもとには次第に門弟が集まり、数百人規模の弟子を率いるまでになった。その後、襄陽に移ると、東晋の孝武帝も含めて四方から寄進が集まり、また門弟子も数千人規模となり、彼が住む檀渓寺は盛況を極めた。
太元4年（379年）2月、前秦が襄陽を攻略し、高名な釈道安を言わば政治顧問とするために長安へと連れ去った。長安に移った後も、彼は苻堅の庇護のもと、経典の研究に打ち込み、多数の経序を後世に残した。また、西域で名を馳せていた鳩摩羅什を中国に招くよう、苻堅に建言したのは道安であった。また苻堅の東晋遠征に対しては他の群臣と共に強く諌めて反対したものの、太元8年（383年）の淝水の戦いで苻堅が東晋に大敗して前秦が滅亡してしまい、道安自身も長安で亡くなってしまうので、彼の生前に鳩摩羅什の招聘が実現することはなかった。鳩摩羅什が長安に渡来して大々的に訳経事業を始めるのは、次の後秦になってからのことである。死没時期は苻堅の死の直前と伝わる。

## 人物
道安は弥勒信仰を持っており、隠士の王嘉（『拾遺記』著者）や弟子たちと弥勒像の前で誓願を立て、兜率天への上生を願っていた。釈道安の功績は、大別して、以下の仏・法・僧の三宝すべてにわたっている。
苻堅は襄陽を落として道安を長安に招いた時、「朕は10万の軍を用いて襄陽を取ったが、ただ1人半を得た」と述べた。1人とは道安であり、半人は東晋の歴史家であった習鑿歯の事である。苻堅は道安を信任して通例を破って皇帝専用の車に道安を同乗させる特権を与え政治顧問にするなど優遇した。

## 釈氏の創始
今日でも、日本も含めて漢字文化圏の仏教教団では、出家した者は受戒の師によって戒名（法名）を付けてもらう決まりとなっている。この時、在家の姓を捨てて、出家者はすべて釈氏を名乗る。
この、出家者は釈氏と名乗るという制度を始めたのが、釈道安である。道安以前の中国の仏教界では、その中国伝来の当初から、受戒の師の姓を受け継ぐのが慣習となっていた。インド・西域からの渡来僧は、その出身地を姓として名乗ることが通例であったので、中国人の出家が許可された後、新たな出家者は、師の姓に従って、竺（インド）・安（パルティア）・康（サマルカンド）・支（大月氏）などの姓を名乗った。支遁や竺道生らがその代表である。
それに対して道安の場合、仏図澄の弟子であれば、同門の竺僧朗のように、竺姓を名乗ることになったはずである。しかし道安は竺姓を名乗らず、釈氏を名乗った。彼は「大師の本は釈迦より尊きなし」と述べたという。これは、釈迦の教えである仏教の信者であることを端的に表すと共に、意識的にも、直接の師僧の弟子としての自覚よりも、仏弟子としての自覚をより重視すべきことを標榜したものであった。
そして、次第に道安の意見は中国仏教界において支持されるようになり、やがて全ての出家者は、釈氏を名乗るようになったのである。
本記事でもその意義を認め、単に道安のみではなく釈道安として項を立てている。また、後の時代に道安という同名の僧がいるため、混同を避けるために釈道安と呼ばれることが多いことにもよる。

## 仏典の研究
釈道安の当時の仏教の主流は、西晋に流行した竹林の七賢に代表される清談の風の影響もあって、中国固有の老荘思想の概念や用語によって仏典を解釈する格義仏教であった。東晋の支遁がその代表であるし、また道安と同じく仏図澄門下の竺法雅も、格義の中心人物である。
そのような状況の中にあって道安は、仏典とは仏教本来の概念や用語によって注釈・研究されなければならないと主張した。そして、大乗・小乗の別なく、当時訳経されていた主な経典に対して、数多くの序文を記しており、その中で自己の主張を展開している。
また、彼自身は直接訳経に携わることはなかったが、当時にあって必要とされる経典を訳経僧に漢訳させたりということは行っていた。そこで、訳経の基本的な立場として、「五失本、三不易」ということを主張した。それは、漢訳の際に原本の形を失しても可とする5項目と、原本の義を決して改変してはならない3項目とをいうものである。
その上で、当時流通していた訳経の中には少なからず偽経が混入していることが想定されていたため、真経と偽経とを明確に区分し、また当時既に数多くなってきていた漢訳仏典を分類し整理する目的もあって、経録（経典目録）を編纂した。『綜理衆経目録』、 1巻がそれである。一般には、『道安録』と呼ばれている。ただ、この経録自体は散逸してしまって今日まで伝わらない。幸いにも、南朝梁の僧祐の『出三蔵記集』の巻2から巻5は、道安録に基づいているので、それによって道安録を復元することが可能である。

## 僧制の制定
また、釈道安は、戒律を重要視していた。彼は、新訳の律部を研究し、受戒の法を整備した結果、「僧尼規範」等を制定した。その内容は、
1. 行香・定座・上講経・上講の法
2. 常日六時行道飲食唱時の法
3. 布薩差使悔過等の法

である。